# Arrondissement de Sion
L'arrondissement de Sion est une ancienne subdivision administrative française du département du Simplon créée le 13 décembre 1810 et supprimée le 11 avril 1814.

## Composition
Il comprenait les cantons de Hérémence, Leuk, Sierre et Sion.